# Buca (ilha)

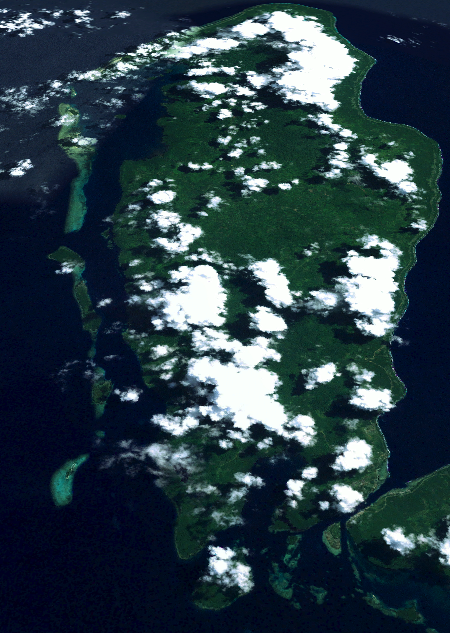
Buca vista do espaço

Buca (em inglês: Buka) é a segunda maior ilha da Região Autônoma de Bougainville, localizada ao leste de Papua-Nova Guiné. A cidade de Buca, a capital da Região Autônoma de Bougainville a década de 1990, está localizada nesta ilha.

## História
Buca foi ocupada pela primeira vez por humanos no período Paleolítico, com evidências de habitação humana na caverna Kilu há cerca de 30 mil anos. Os atuais habitantes falam línguas que vêm do avanço para o leste das línguas austronésias no complexo da cultura Lapita, há cerca de 2.700 anos.
A ilha foi descoberta pelos europeus em 1768, Navios baleeiros britânicos, australianos e estadunidenses visitaram a ilha no século XIX em busca de comida, água e madeira. A primeira visita registrada foi a do Eliza em 1806, e a última visita conhecida foi a do Palmetto em 1881. O Império Alemão reivindicou a ilha em 1899, anexando-a à Nova Guiné Alemã.
A ilha de Buca foi ocupada por tropas japonesas durante a Segunda Guerra Mundial, se tornando um local de importantes campos de aviação japoneses considerados estratégicos pelos aliados. Embora a ilha tenha sido metralhada e bombardeada por forças aéreas aliadas, os exércitos aliados nunca lutaram na ilha. Os japoneses se renderam quando os aliados se aproximavam da península de Selau, nas proximidades da ilha de Bougainville.